# Roeser
Roeser (in lussemburghese: Réiser) è un comune del Lussemburgo meridionale. Fa parte del cantone di Esch-sur-Alzette, nel distretto di Lussemburgo.
Nel 2005, la città di Roeser, capoluogo del comune che si trova nella parte settentrionale del suo territorio, aveva una popolazione di 682 abitanti. Le altre località che fanno capo al comune sono Berchem, Bivange, Crauthem, Kockelscheuer, Livange e Peppange.
La città lussemburghese è gemellata dal 2003 con il comune italiano di Turi per via dell'elevata percentuale di immigrati italiani (62%) provenienti, nella fattispecie, proprio dalla città pugliese.